# Biblioteca Central de Cornellà de Llobregat
La Biblioteca Central de Cornellà de Llobregat, anteriorment Biblioteca Central Joan Garcia Nieto, és una biblioteca pública de la ciutat de Cornellà de Llobregat (Baix Llobregat). Ubicada al barri de la Gavarra, és l'equipament central de la Xarxa de Biblioteques de Cornellà i pertany també a la Xarxa de Biblioteques Municipals de la Diputació de Barcelona. És successora de la primera biblioteca de la ciutat, la Biblioteca Popular de Cornellà, que també va anomenar-se Biblioteca Popular Joan Maragall durant diverses dècades.
L'edifici del seu emplaçament actual fou inaugurat el 23 d'abril de 1996 i constitueix un conjunt d'equipaments assitencials més ampli que inclou un centre d'atenció primària, el centre cultural i cívic del barri i l'escola de música municipal, entre d'altres.

## Història

### Orígens de la biblioteca durant el franquisme
La Biblioteca Central de Cornellà de Llobregat és la successora directa de l'antiga Biblioteca Popular de Cornellà. Les primeres reivindicacions populars i reiterades per aconseguir aquest servei cultural per a la població daten de l'estiu de 1928, quan es va constituir una comissió d'organització de caràcter particular per assolir un espai de lectura amb característiques semblants a la resta de biblioteques que ja existien en les poblacions del voltant. Aquestes demandes, però, no es van convertir en una realitat fins passats dos decennis i sota l'alcaldia franquista de Manuel Medina Clavero: el 26 de juny de 1943 a la planta baixa de la masia de Can Gaya, al carrer Rubió i Ors del barri Centre de la ciutat.

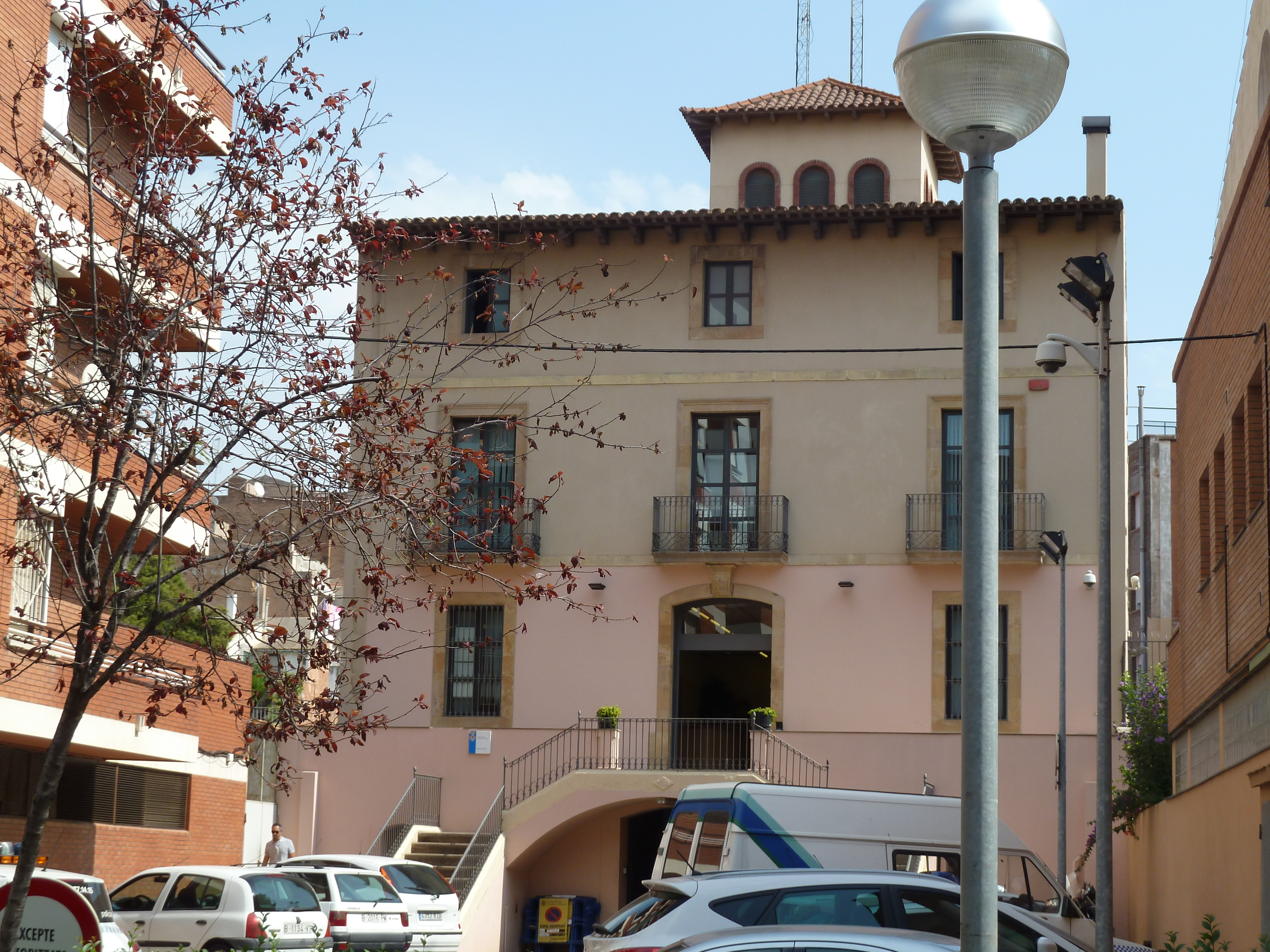
Can Gaya, masia que va allotjar la primera seu de la biblioteca municipal

Poc després, l'any 1947, la biblioteca va haver de ser traslladada per manca d'espai al carrer de Mossèn Jacint Verdaguer núm. 66, a tocar de la Rambla d'Anselm Clavé, en un edifici que prèviament havia estat un parvulari.
A les seves instal·lacions, únic referent cultural de la ciutat durant la dictadura, es van realitzar tota mena d'actes de promoció de la lectura, activitats infantils, conferències i també s'hi van fer les primeres classes de català impartides pel lingüista i docent Josep Llobera i Ramon. Entre el personal que hi va exercir durant les dècades dels 40 i 50, en destaca la presència de les bibliotecàries Antònia Parés i Macià, Rosalia Guilleumas i Brosa i Montserrat Mussons i Artigas.

### Trasllat a la Casa de Cultura
Després de 22 anys ubicada a l'emplaçament del carrer de Mossèn Jacint Verdaguer, el 22 de desembre de l'any 1969, sota el mandat de Josep Riu i Carreras, es va inaugurar un nou equipament al carrer de Joan Maragall (ben a prop de Can Maragall, la casa pairal del poeta català a la ciutat), que va passar a incloure la nova biblioteca –rebatejada com a Biblioteca Popular Joan Maragall– i una nova Casa de Cultura municipal. Entrada la dècada dels noranta, l'edifici va ser ampliat tot incorporant-hi una planta superior.

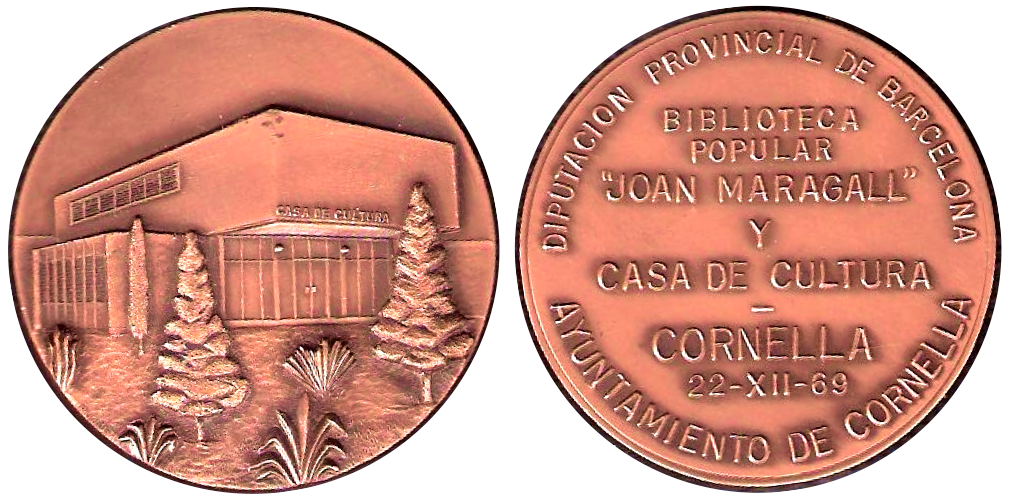
Moneda commemorativa encunyada amb motiu de la inauguració de l'edifici de la Biblioteca Popular "Joan Maragall" i de la Casa de Cultura, l'any 1969

### Equipament polivalent a Can Moritz
Tot i l'ampliació de la Casa de Cultura, durant els anys noranta es va considerar la necessitat de disposar d'un nou immoble polivalent d'acord amb les necessitats d'una població a l'alça i l'Ajuntament de Cornellà va projectar un nou equipament sobre els antics terrenys de la fàbrica de Can Moritz, al barri de la Gavarra. Així doncs, la biblioteca va ser traslladada al seu actual emplaçament, el complex conegut com a Centre Cultural Joan N. García-Nieto, que també disposava d'espais per a l'Escola Municipal de Música, el Centre de Recursos per a Joves (CRAJ), una sala d'exposicions, la seu de la Universitat Nacional d'Educació a Distància per a la gent gran (UNED Sènior, també coneguda com a Universitat de la Gent Gran) i les dependències del Centre Cultural pròpiament dit –amb la funció de centre cívic per a activitats del barri. El 23 d'abril de 1996, tot coincidint amb diada de Sant Jordi, es va inaugurar sota el mandat d'alcaldia de José Montilla i Aguilera, ja amb el nom actual de Biblioteca Central Joan N. García-Nieto (en referència al sociòleg català, estretament vinculat al municipi durant la lluita obrera contra el franquisme).
Anys més tard, el 2002, es va obrir al públic un centre d'atenció primària (CAP Can Moritz) en una ala del mateix edifici que l'ajuntament havia reservat per al trasllat de l'àrea bàsica de salut del barri. El febrer de 2007, per altra banda, la biblioteca va reobrir al públic amb una superfície ampliada als 2.500 metres quadrats, tot incorporant una nova sala d'exposicions i activitats després de romandre un període de 5 mesos tancada per obres.

## Estructura

### Gestió i organització
La Biblioteca Central de Cornellà és la cap de zona de la Xarxa de Biblioteques de Cornellà (XBC), que inclou també la Biblioteca Marta Mata (a l'edifici de l'antic Cinema Titan del barri Centre), la Biblioteca del barri de Sant Ildefons, la biblioteca escolar Joan Salvat-Papasseit de l'IES Esteve Terradas, la futura Biblioteca del barri Fontsanta-Fatjó (en construcció) i la prevista pel barri d'Almeda (sense data d'execució).
La gestió de l'equipament està compartida entre l'Ajuntament de Cornellà, propietària de l'immoble, i la Diputació de Barcelona. La biblioteca està adherida a la Xarxa de Biblioteques Municipals (XBM), coordinada per la mateixa Diputació, i també al Grup de Biblioteques Catalanes associades a la UNESCO.

### Col·leccions i fons especialitzats
La biblioteca conté més de 86.000 documents físics i multimèdia i acull la col·lecció local del municipi, heretada de la Biblioteca Popular, que va començar a recollir informació de la ciutat d'ençà de 1943. A més a més, disposa de fons especialitzats sobre música i ball flamencs, pallassos (sobretot en relació amb el Festival Internacional de Pallassos de Cornellà de Llobregat), acollida de nouvinguts –per al foment de la integració social i cultural, amb alguns volums en àrab– i també sobre criança d'infants.